# کیسوکه اوکادا
اوکادا کیسوکه (انگلیسی: Keisuke Okada; ۲۰ ژانویهٔ ۱۸۶۸ – ۷ اکتبر ۱۹۵۲)  بیستمین نخست وزیر ژاپن،  سیاست‌مدار، و پرسنل نظامی اهل ژاپن بود.